# Many (Luizjana)
Many – miasto w Stanach Zjednoczonych, w stanie Luizjana, siedziba administracyjna parafii Sabine.